# Norridge
Norridge és una població dels Estats Units a l'estat d'Illinois. Segons el cens del 2000 tenia 14.582 habitants.

## Demografia
Segons el cens del 2000, Norridge tenia 14.582 habitants, 5.727 habitatges, i 3.991 famílies. La densitat de població era de 3.093,5 habitants/km².
Dels 5.727 habitatges en un 21,9% hi vivien nens de menys de 18 anys, en un 56% hi vivien parelles casades, en un 10,4% dones solteres, i en un 30,3% no eren unitats familiars. En el 27,7% dels habitatges hi vivien persones soles el 17,4% de les quals corresponia a persones de 65 anys o més que vivien soles. El nombre mitjà de persones vivint en cada habitatge era de 2,47 i el nombre mitjà de persones que vivien en cada família era de 3,04.
Per edats la població es repartia de la següent manera: un 16,8% tenia menys de 18 anys, un 7,3% entre 18 i 24, un 23,6% entre 25 i 44, un 23,4% de 45 a 60 i un 28,9% 65 anys o més.
L'edat mediana era de 47 anys. Per cada 100 dones de 18 o més anys hi havia 83,8 homes.
La renda mediana per habitatge era de 47.787 $ i la renda mediana per família de 57.007 $. Els homes tenien una renda mediana de 41.310 $ mentre que les dones 29.215 $. La renda per capita de la població era de 23.431 $. Aproximadament el 2,9% de les famílies i el 3,9% de la població estaven per davall del llindar de pobresa.

## Poblacions properes
El següent diagrama mostra les poblacions més properes.